# Чемпионат России по самбо 2013
Чемпионат России по самбо 2013 года среди мужчин проходил в Хабаровске с 6 по 11 марта.

## Медалисты
| Весовая категория    | Золото                                 | Серебро                            | Бронза                                                     |
| -------------------- | -------------------------------------- | ---------------------------------- | ---------------------------------------------------------- |
| до 52 кг             | Игорь Беглеров Кудымкар                | Василий Караулов Армавир           | Валерий Сороноков Пышма Алексей Клюкин Пышма               |
| до 57 кг             | Аймерген Аткунов Пышма                 | Альберт Монгуш Кызыл               | Саян Хертек Москва Гусен Изамутдинов Большой Камень        |
| до 62 кг             | Илья Хлыбов Пышма                      | Аслан Мудранов Армавир             | Виталий Уин Тюмень Александр Паньков Краснокамск           |
| до 68 кг             | Евгений Сухомлинов ДВФО                | Никита Клецков Московская область  | Денис Давыдов Московская область Антон Абмаев Благовещенск |
| до 74 кг             | Али Куржев Рязань                      | Уали Куржев Рязань                 | Юрий Сайфутдинов Новороссийск Пётр Гладышев Москва         |
| до 82 кг             | Сергей Рябов Москва                    | Михаил Полянсков Рязань            | Сергей Кирюхин Санкт-Петербург Александр Ульяхов Брянск    |
| до 90 кг             | Арсен Ханджян Сочи                     | Павел Румянцев Выкса               | Альсим Черноскулов Пышма Виктор Осипенко Брянск            |
| до 100 кг            | Вячеслав Михайлин Москва               | Артём Осипенко Брянск              | Иван Штырков Екатеринбург Дмитрий Елисеев Санкт-Петербург  |
| свыше 100 кг         | Евгений Исаев Краснокамск              | Виталий Минаков Брянск             | Михаил Старков Екатеринбург Константин Ратько Александров  |
| абсолютная категория | Константин Ратько Владимирская область | Павел Сарибекян Краснодарский край | Виктор Стручков Брянская область Дмитрий Воронин Москва    |